# Напад на Белгород (2023)
Дана 30. децембра 2023. године, током инвазије Русије на Украјину, догодило се неколико експлозија у Белгороду, на територији Русије, у којима је погинуло најмање 25 људи, док је рањено преко 100. Руски извори су рекли да су експлозије изазване употребом касетне муниције од стране украјинских оружаних снага. Украјина је експлозије приписала раду руске противваздушне одбране.
Из Русије је такође стигла потврда да ду истог дана оборени дронови у другим руским градовима. Напад се догодио дан након што је Русија покренула талас ваздушних напада на више градова у Украјини, у којима је погинуло 57, а рањено 160 људи. Реакција Министарства одбране Русије је била брза, напад је окарактерисан као „терористички“ и да „неће проћи некажњено“,. Лансирано је 49 дронова на украјинске градове наредних дана у знак одмазде.
Према наводима званичника, то је највећи број жртава у том руском граду од почетка рата 24. фебруара 2022. године.

## Позадина
Експлозије су се догодиле усред таласа масовних руских ракетних и беспилотних напада на Украјину, укључујући највећи талас напада Русије на Украјину икада и сазивање хитног заседања Савета безбедности УН  29. децембра 2023. године, даље нападе на Харков 30. децембра, и још један талас руских удара и испуштање бомбе на село у Вороњежкој области  које се грешком догодило 2. јануара 2024. године.
Истог дана, руски званичници су тврдили да су 32 украјинска дрона оборено изнад Московске, Брјанске, Орловске и Курске области. Такође је наведено да су две особе погинуле, а четири повређене у одвојеним случајевима бомбардовања у Брјанској и Белгородској области.

## Напади на Белгород
Експлозије у Белгороду, граду који се налази на само четрдесетак километара од границе са Украјином, догодиле су се усред дана. Руско Министарство одбране тврдило је да су коришћене вођене ракете „Вампир“ чешке производње (домета 20,5 км) и вођене ракете „Виљха “ (домета 130 км) опремљене бојевим главама за касетну муницију и да се верује да потичу из вишецевног бацача ракета у Харковској области. Према Би-Би-Сију, мало је вероватно да ракете „Вампир“ могу досегнути Белгород са украјинске територије без модификација ради повећања њиховог домета. Међу погођеним локацијама су били клизалиште које се налази на градском Саборном тргу, тржни центар, спортски центар и универзитет.
Према наводима из првих извештаја, у нападима је погинуло двадесет пет људи, укључујући петоро деце, док је 108 људи, од којих 17 деце, повређено.
Извор из украјинских безбедносних служби је у изјави за Би-Би-Си навео да су њихове снаге лансирале више од 70 дронова против руских војних циљева као „одговор на терористичке нападе Русије на украјинске градове и цивиле“ и приписао догађаје у Белгороду „некомпетентном раду руске противваздушне одбране“, што је довело до пада фрагмената. Становници су руским независним медијима пренели да су се сирене за ваздушну опасност чуле тек 30 минута након почетка напада и да је неколико склоништа било закључано, док други нису знали где да траже склониште због владине политике која је забрањивала откривање локација за одређена склоништа.

## Одговор Русије
Руско Министарство одбране је обећало да ће се осветити за напад, настављајући тактику према којој напада само „војне објекте и инфраструктуру директно повезану са њима“.
Касније те вечери, Русија је извела ракетне нападе на Харков, ранивши 28 људи, што је, како је саопштено из Министарство одбране Русије, био директан одговор на нападе на Белгород. Такође се тведило да су погођени само војни објекти уз употребу високопрецизних ракета, иако је градоначелник Харкова Игор Терехов рекао да су ракете уместо тога погодиле цивилну инфраструктуру, укључујући „кафиће, стамбене зграде и канцеларије“. Министарство унутрашњих послова Украјине пријавило је штету на 12 стамбених зграда, 13 кућа, неколико болница, хотелској згради, вртићу, пословним просторијама, гасоводу и аутомобилима.
Руско Министарство одбране је такође тврдило да је у „ракетном нападу на бивши хотел Харкив Палас“ убијен „представник Украјинске војне обавештајне службе и Оружаних снага Украјине који су директно учествовали у планирању и извршењу“ напада у Белгороду. Такође се тврдило да је у нападу на зграду Службе безбедности Украјине (СБУ) у Харковској области и привремену тачку распоређивања Десног сектора, који је као целина окарактерисан као „националистичка група“, убијено „особље СБУ, страни плаћеници и борци јединице Кракен". Украјинска обавештајна служба је одбацила те тврдње, наводећи да су то „болесне заблуде терористичког режима“.

## Последице
Дана 5. јануара 2024. године, гувернер Белгородске области, Вјачеслав Гладков је изјавио да је неколико породица, односно свеукупно најмање 100 особа, евакуисано из Белгорода у Стари Оскол, Губкин  и Корочански округ због напада. До 8. јануара 2024. године, број евакуисаних лица је био 300. Поднети су захтеви за премештај 1.300 деце у школске кампове на друге локације у Русији.
Поноћне мисе за православни Божић које су требале да се одрже 6. јануара, као и прослава Богојављења заказана за 19. јануар су били отказани због напада.

## Реакције
Из Кремља је саопштено да је руски председник Владимир Путин обавештен о нападима и да се министар здравља Михаил Мурашко придружује тиму хитних служби које су послате у Белгород. Портпаролка Министарства спољних послова Марија Захарова изјавила је за ТАСС да су Уједињено Краљевство и Сједињене Америчке Државе криве за „терористички напад“ на Белгород, наводно подстичући „кијевски режим на извођење терористичких акција“. Такође је оптужила земље Европске уније које испоручују оружје Украјини и позвала на одговорност.
На хитном заседању Савета безбедности Уједињених нација, руски амбасадор Василиј Небензја је осудио нападе, на које су Украјина и савезничке земље одговориле кривећи Путина за почетак рата. Као одговор, изасланик Француске је рекао да се Украјина брани у складу са законима УН, док су САД и Велика Британија изјавиле да је Путин одговоран за смрт Руса започињањем рата. Помоћник генералног секретара УН рекао је да напади на цивиле и цивилну инфраструктуру „крше међународно хуманитарно право, да су неприхватљиви и да морају одмах престати“.